# Dorothy Lamour
Dorothy Lamour (właśc. Mary Leta Dorothy Slaton; ur. 10 grudnia 1914 w Nowym Orleanie, zm. 22 września 1996 w Los Angeles) – amerykańska aktorka filmowa, teatralna i telewizyjna.

## Filmografia
- Footlight Parade (1933)
- The Stars Can't Be Wrong (1936) (krótkometrażowy)
- College Holiday (1936)
- The Jungle Princess (1936)
- Swing High, Swing Low (1937)
- The Last Train from Madrid (1937)
- High, Wide, and Handsome (1937)
- Huragan (1937)
- Thrill of a Lifetime (1937)
- Wielka transmisja / The Big Broadcast of 1938 (1938)
- Her Jungle Love (1938)
- Hollywood Handicap (1938) (krótkometrażowy)
- Tropic Holiday (1938)
- Spawn of the North (1938)
- St. Louis Blues (1939)
- Man About Town (1939)
- Disputed Passage (1939)
- Droga do Singapuru (1940)
- Johnny Apollo (1940)
- Typhoon (1940)
- Moon Over Burma (1940)
- Meet the Stars #1: Chinese Garden Festival (1940) (krótkometrażowy)
- Chad Hanna (1940)
- Road to Zanzibar (1941)
- Caught in the Draft (1941)
- Aloma of the South Seas (1941)
- The Fleet's In (1942)
- Beyond the Blue Horizon (1942)
- Road to Morocco (1942)
- Star Spangled Rhythm (1942)
- They Got Me Covered (1943)
- Show Business at War (1943) (krótkometrażowy)
- Dixie (1943)
- Riding High (1943)
- And the Angels Sing (1944)
- Rainbow Island (1944)
- A Medal for Benny (1945)
- Duffy's Tavern (1945)
- Masquerade in Mexico (1945)
- Road to Utopia (1946)
- My Favorite Brunette (1947)
- Variety Girl (1947)
- Unusual Occupations: Film Tot Holiday (1947) (krótkometrażowy)
- Wild Harvest (1947)
- Road to Rio (1947)
- On Our Merry Way (1948)
- Lulu Belle (1948)
- The Girl from Manhattan (1948)
- The Lucky Stiff (1949)
- Slightly French (1949)
- Manhandled (1949)
- Here Comes the Groom (1951) (jako ona sama)
- The Greatest Show on Earth (1952)
- Road to Bali (1952)
- The Road to Hong Kong (1962)
- Donovan’s Reef (1963)
- Pajama Party (1964)
- Prawo Burke’a (1964)
- The Phynx (1970)
- Won Ton Ton, the Dog Who Saved Hollywood (1976)
- Creepshow 2 (1987)